# Codos
Codos egy község Spanyolországban,  Zaragoza tartományban. Codos Tobed, Aguarón, Encinacorba, Mainar, Torralbilla, Langa del Castillo, Miedes de Aragón, Ruesca és Orera községekkel határos. Lakosainak száma 217 fő (2024).

## Népesség
A település népessége az utóbbi években az alábbiak szerint változott:
| Lakosok száma | 285  | 277  | 261  | 260  | 241  | 199  | 198  | 234  | 232  | 217  |
|               | 2001 | 2004 | 2007 | 2009 | 2012 | 2014 | 2017 | 2019 | 2022 | 2024 |